# 渋谷牧人
渋谷 牧人（しぶや まきと、1976年3月27日 - ）は、日本の作曲家、チェリスト。

## 略歴
宮城県仙台市出身。5歳よりピアノを始め、作曲に目覚める。東北高等学校卒。
宮城教育大学に入学し、宮城教育大学管弦楽団でチェロを始め、大学3年次より首席奏者をつとめる。木村政巳に作曲を、川上徹にチェロを師事。
Ensemble PATATA結成メンバーのひとりで、同団の毎回の演奏会において新作を発表していた。エマイユ・フィルハーモニックオーケストラの首席チェロ奏者として所属し、同オーケストラの演奏会での編曲や作曲を多数手がけている。
2000年、Ensemble PATATAにて初演した作品を集めた作品集CD「光あれと 願ふとき」、2003年、ピアニスト碓井俊樹による、2枚目の作品集CD「碧雲の彼方に」を発表。2013年には、チェリスト川上徹、ピアニスト碓井俊樹による、3枚目の作品集CD「CANTUS NOMIUS」を発売。
これまでに演劇とのコラボレーションや舞台音楽を担当するなど、多方面にわたり活動している。舞台音楽では、能楽師の津村禮次郎（観世流緑泉会代表）、ダンサーで振付師の森山開次、義足のダンサー大前光市らによる『雨ニモマケズ』（2019年第41回小金井薪能初演、2023年セルリアンタワー能楽堂・宮地楽器ホール再演）や沖縄組踊と能を組み合わせた『首里』（2023年：国立劇場おきなわ）、林望原作・ダンサー宝満直也主演・演出の『黄金桜』（2024年）などいずれも伝統芸能と現代的表現の架け橋となる作品の音楽を担当し発表している。また音楽監修や編曲として国立能楽堂での新作能『鳴門の第九』（2024年）にも携わる。
海外では台湾において編曲等で長年活躍しているが現地では「渋」の文字がないために「渉谷」と当て字で表記される傾向がある。2023年にはTeam NOSARUの音楽監督としてヨーロッパ世界遺産ツアーに参加し、デンマーク・コペンハーゲン世界音楽祭（Pragardssøerne教会）、フランス・ブザンソン／モンフコン音楽祭、スペイン・バルセロナのサグラダ・ファミリア地下礼拝堂での奉納公演などで自作品「環-TORUS-」を発表し好評を得た。これらの公演をきっかけに、能楽や邦楽器とともに「日本らしさ」や「日本の魅力」を現代の舞台芸術として海外に伝えるための活動をしている。
映画や映像作品の音楽も手がけ、三宅流監督のドキュメンタリー映画『うつろいの時をまとう（Mantles of Transience）』（2022年公開）では全曲を担当。同作はモントリオール国際芸術映画祭やロンドン・ファッション・フィルム・フェスティバルなどに公式選出された。
一般社団法人「和音」の専務理事、日本台湾文化芸術交流会顧問を勤める。
教育者としては都内の私立高校にて音楽教師を務めている。担任をしていた西岡壱誠がいじめられていた際に、生徒会長になることと、東大進学を目指すこと、自分で決めつけている限界を越えるよう助言。西岡は偏差値35から二浪の末東大合格を果たす。その体験談を本にするようにも話し、西岡は自伝的小説「それでも僕は東大に合格したかった─偏差値35からの大逆転─」を上梓した。。